# بازی الکترونیک دستی

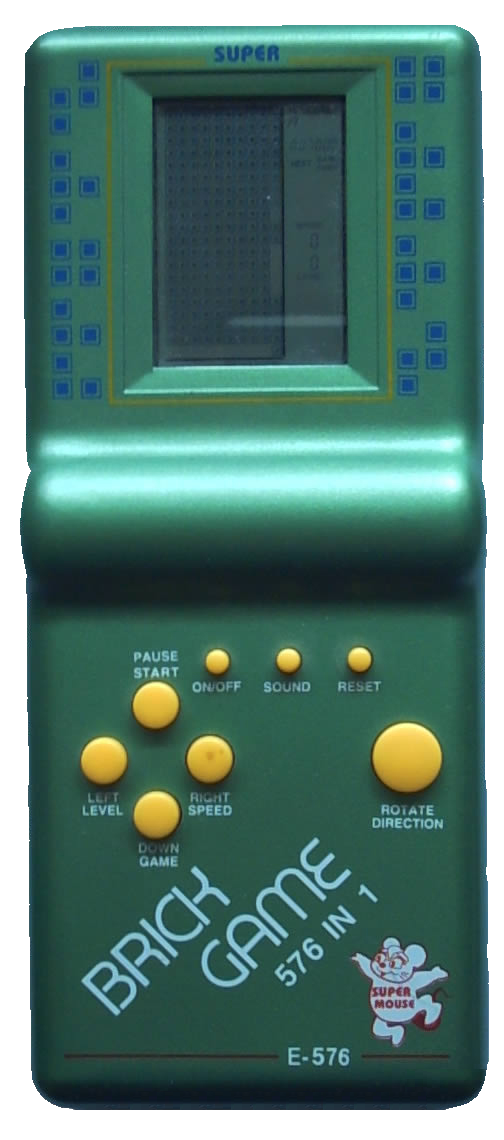
آتاری دستی یا بریک گیم

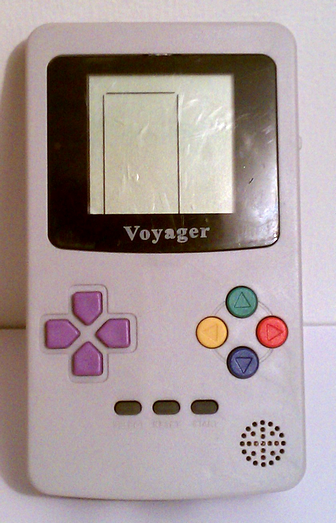

بازی الکترونیک دستی (انگلیسی: Handheld electronic game) به دستگاه‌های قابل حمل، کوچک و سبک گفته می‌شود که برای اجرای بازی الکترونیک که اغلب کوچک و ساده شده بازی ویدئویی هستند به کار می‌روند.
این دستگاه‌ها قبل از کنسول بازی دستی به وجود آمدند و همانند آنها معمولاً شامل یک صفحه نمایش از فناوری‌های مختلف، بلندگو و دکمه‌های کنترل می‌شوند.
بازی های داخلی این کنسول تشکیل شده از:( 
*بازی تتریس*
*بازی ماشینی*
*بازی تانکی*
*در بعضی نسخه ها بازی مار*
*و البته بازی بلوک شکن*)
هستند که به تعداد ۹۹۹۹ بار داخل کنسول تکرار شده هستند.
در ایران یک نوع از این دستگاه‌ها به طور گسترده از دهه ۱۳۶۰ تا به امروز فروخته می‌شود که به آن "آتاری دستی" یا "بریک گیم" گفته می‌شود.

## مزایایآتاری دستیبرای بازی کردن
- قیمت بسیار ارزان
- نوستالژی بودن
- عمر و دوام بالا
- نداشتن امواج مضر تلفن همراه (موبایل)
- بسیار کم-مصرف

## معایبآتاری دستیبرای بازی کردن
- جالب نبودن بازی ها برای بچه های امروزی
- کیفیت کم مانیتور و بلندگو
- تعداد کم بازی
- پیشرفت نکردن این کنسول دستی ارزان پس این همه سال